# Коломінське сільське поселення
Коло́мінське сільське поселення (рос. Коломинское сельское поселение) — сільське поселення у складі Чаїнського району Томської області Росії.
Адміністративний центр — село Коломінські Гриви.
Населення сільського поселення становить 2213 осіб (2019; 2490 у 2010, 2579 у 2002).
Станом на 2002 рік існували Коломіно-Гривська сільська рада (села Васильєвка, Коломінські Гриви, Чемондаєвка), Коломінська сільська рада (села Коломіно, Новоколоміно, присілок Петрово), Леботьорська сільська рада (село Леботьор) та Обська сільська рада (село Обське). Пізніше село Чемондаєвка було передане до складу Підгорнського сільського поселення. Присілок Петрово було ліквідоване 2014 року.

## Склад
До складу сільського поселення входять:
| Населений пункт         | Населення, осіб (2002) | Населення, осіб (2010) |
| ----------------------- | ---------------------- | ---------------------- |
| Васильєвка, село        | 59                     | 35                     |
| Галевка, присілок       | 0                      | -                      |
| Коломіно, село          | 18                     | 22                     |
| Коломінські Гриви, село | 914                    | 832                    |
| Леботьор, село          | 618                    | 624                    |
| Новоколоміно, село      | 357                    | 381                    |
| Обське, село            | 611                    | 596                    |
| Петрово, присілок       | 2                      | 0                      |